# 筱俊亭
筱俊亭（1921年—2013年11月4日），原名张忠善，又名张俊亭，女，直隶省庆云县（今山东省庆云县）人，生于天津，中华人民共和国评剧旦角演员、评剧老旦“筱派”创始人。中国民主同盟盟员，第三届全国人大代表，第五、六、七届全国政协委员。

## 生平
筱俊亭原籍庆云县东辛店乡张玛琅村，1921年生于天津。6岁丧父，9岁开始学艺，后来拜老艺人杨义为师学习蹦蹦儿戏。由于无钱请名师，筱俊亭便“跑连外”流动献艺，几乎到过德州、桑园、沧州的所有村庄，戏班中的老先生为她起艺名“花俊亭”，大人都叫她“小俊亭”。12岁进入白玉霜评剧团。13岁时，她当主演，贴戏报、戳水牌时，要写主演的名字，乃改为“筱俊亭”。筱俊亭在演出中获得朱金财、刘庆堂、寇文质等老艺人指点，表演进步很快。
1930年代末期，筱俊亭在天乐戏院搭班演戏。该时期，她和评剧名家刘翠霞、爱莲君、鲜灵霞、新凤霞等人同台演出。筱俊亭还喜爱骆玉笙的京韵大鼓、侯永奎的昆曲。后来排演新剧目时，她将听到的各种唱腔融入自己的演唱中，使演唱独具魅力。16岁时，筱俊亭和评剧名家花巧玲在唐山永盛剧院同台演出《玉虎坠》，筱俊亭未以高腔开唱，而是注重发挥自己中低音浑厚的特点，融入细腻深沉之感，获得了观众的一阵阵掌声。自此，筱俊亭逐渐找到了适合自身嗓音条件、较一般评剧唱腔低四度的唱法。19岁时，筱俊亭应邀赴天津华北戏院演出，以《白蛇传》轰动天津，还多次应邀赴唐山、林西矿区、山东等地演出，由此成名，红及天津、河北省、山东省各地。
中华人民共和国成立后，筱俊亭主工青衣、花旦，长于青衣戏。1952年6月，筱俊亭加入国营的锦州评剧院。此后她主演了《安安送米》、《刘翠屏哭井》、《丁香割肉》、《冯奎卖妻》、《桃花庵》、《珍珠衫》、《花为媒》、《马寡妇开店》、《杨三姐告状》、《四劝》等戏，还新排演了《小二黑结婚》、《梁山伯与祝英台》、《牛郎织女》、《哭长城》、《卓文君》、《小女婿》、《救急包》、《妇女代表》等剧目。1952年秋，筱俊亭开始系统革新评剧青衣唱腔。
1954年底，筱俊亭调到沈阳，加入辽宁评剧二团。1959年11月，辽宁评剧团、辽宁评剧二团、沈阳市评剧团合并成立沈阳评剧院，筱俊亭任该院演员。在沈阳工作期间，筱俊亭尝试在评剧老旦行当进行创新。1956年，她排演了第一齣纯老旦剧目《杨八姐游春》，获得成功。此后她又排演了《穆桂英挂帅》、《三关排宴》、《古国风云》、《母亲》、《江姐》、《洪湖赤卫队》、《南海长城》、《东风解冻》、《丰收之后》、《社长的女儿》等剧目。最终她形成了评剧老旦“筱派”唱腔。筱俊亭自沈阳评剧院退休。筱俊亭曾任沈阳评剧院副院长、沈阳市文联副主席、辽宁省文联副主席、辽宁省剧协副主席。
在70余年的艺术生涯中，筱俊亭先后演出200余个剧目，塑造了《井台会》中的李三娘、《穆桂英挂帅》中的穆桂英、《打金枝》中的皇后、《杨八姐游春》中的佘太君、《对花枪》中的姜桂芝、《江姐》中的双枪老太婆、《洪湖赤卫队》中的韩母等角色。
筱俊亭是评剧“筱派”艺术的创始人。她根据自己嗓音低而浑厚的特点，学习了各家的低腔，还吸收单弦、大鼓等唱法，形成了自己婉转低回、节奏灵活的演唱风格。她还对评剧老旦腔加以革新，和琴师共同创造了多种新板式。2006年，评剧“韩花筱”三大流派（韩少云的“韩派”，花淑兰的“花派”，筱俊亭的“筱派”）入选中国第一批国家级非物质文化遗产名录。
退休以后，筱俊亭除改编并创作评剧剧本之外，还赴河北省等地教学生评剧。此外，筱俊亭仍继续参加评剧演出。1980年代末，筱俊亭曾多次参加沈阳评剧团送戏下乡的演出。1997年为庆祝香港回归祖国，筱俊亭随沈阳评剧院赴香港演出。21世纪，筱俊亭曾多次参加戏曲晚会，演唱评剧名段。
2013年11月4日，筱俊亭在河北省廊坊市逝世，享年93岁。筱俊亭的逝世标志着沈阳评剧院的评剧界“韩花筱”三大流派创始人全部去世。